# Hitlers amerikanische Geschäftsfreunde – US-Konzerne verdienten am Krieg
Hitlers amerikanische Geschäftsfreunde – US-Konzerne verdienten am Krieg ist ein 45-minütiger Dokumentarfilm der Autoren Joachim Schroeder und Dieter Schröder aus dem Jahr 2003. Er behandelt die Zusammenarbeit US-amerikanischer Firmen mit deutschen Unternehmen und der deutschen Regierung während des Dritten Reichs.

## Inhalt
Der Film beschäftigt sich mit der Rolle US-amerikanischer Konzerne wie GM, Ford, IBM und Standard Oil in der deutschen Rüstungswirtschaft vor und während des Zweiten Weltkriegs. Die Autoren beschreiben, wie die deutschen Töchter dieser Unternehmen Opel, Ford Werke AG und DEHOMAG in die Kriegsvorbereitungen des Dritten Reichs integriert waren. Demnach produzierten Opel und Ford, auch mit Hilfe von Zwangsarbeitern und KZ-Häftlingen, den überwiegenden Teil der Dreitonner-Kettenfahrzeuge und der mittelgroßen LKWs der Wehrmacht. Fahrzeuge, ohne die der sogenannte Blitzkrieg nicht möglich gewesen wäre. Standard Oil lieferte noch während der ersten Kriegsjahre Rohöl und weitere Spezialprodukte, die für den Betrieb der Panzer und der Luftwaffe nötig waren.
Offenbar gab es auch gute persönliche Kontakte zwischen US-amerikanischen Industriellen und dem Deutschen Reich. Henry Ford und Tom Watson, der damalige Chef von IBM, wurden sogar mit dem Verdienstorden vom Deutschen Adler ausgezeichnet, für ihre Verdienste um das dritte Reich.

## Ausstrahlung
Der Film wurde erstmals am 29. Januar 2003 um 23.30 Uhr in der ARD ausgestrahlt und am 11. April 2011 um 22.30 Uhr im BR-Fernsehen wiederholt.

## Auszeichnungen
Die Fernsehdokumentation wurde im Jahr 2007 mit dem RIAS TV AWARD ausgezeichnet.